# 小日向あき
小日向 あき（こひなた あき、1989年1月30日-）は、日本の元AV女優。
身長:158cm。スリーサイズ:B84(E)・W62・H90cm。靴のサイズ24.5cm。

## 略歴
2019年8月にマドンナの専属でAVデビュー。趣味のダーツは大会で入賞するほどの腕前。回転すしは一人で20皿食べる大食漢。スロットの腕前も高く、自宅に実機を設置している。
2020年8月7日引退。

## 人物
- 趣味はダーツ、釣り、食べる事、パチンコ、スロット
- 好きな食べ物は海老、チーズ、寿司
- 好きな飲み物はテキーラ、ウーロンハイ、緑茶ハイ、ひげ茶ハイ
- 嫌いな食べ物はメロン
- 引退を発表した日にダーツプロになることを宣言している。

## 出演作品

### アダルトビデオ

#### 2019年
- 新人 ムッツリ度数120％の妄想大好き歯科助手 小日向あき 30歳 AVDebut！！（8月7日、マドンナ）
- 妄想大好きムッツリ歯科助手 専属 第2弾！！ 初めて尽くし4本番 『夫に言えない秘密がまた増えました―。』（9月7日、マドンナ）
- 専属人妻の理性が吹き飛ぶ、えげつない中出し性交。（10月7日、マドンナ）
- ハメドリズム　2